# Sœurs catéchistes du Sacré-Cœur
Les sœurs catéchistes du Sacré-Cœur (en latin : Congregatio Sororum Doctrinae Christianae Institutricum a SS. Corde Iesu) sont une congrégation religieuse catéchiste de droit pontifical.

## Historique
La congrégation est fondée le 5 février 1894 à Casoria par Julie Salzano (1846-1929) avec sept compagnes pour collaborer à des activités paroissiales, en particulier l'enseignement du catéchisme aux enfants.
Avec la permission de l'archevêque de Naples, le cardinal Giuseppe Antonio Ermenegildo Prisco, mère Salzano et ses compagnes prennent le voile le 21 novembre 1905, la congrégation est reconnue de droit diocésain le 12 août 1920 puis approuvée par le Saint-Siège le 18 janvier 1947, l'approbation finale est accordée le 19 mars 1960. 

## Activités et diffusion
Les sœurs se dédient à l'éducation religieuse des enfants.
Elles sont présentes : 
- Europe : Italie.
- Amérique : Brésil, Canada, Colombie, Pérou.
- Asie : Inde, Indonésie, Philippines.

La maison généralice est à Casoria.
En 2017, la congrégation comptait 179 religieuses dans 37 maisons.